# Rio Rugby F.C.
O Rio Rugby F.C. é um clube de rugby localizado na cidade do Rio de Janeiro, RJ, Brasil. É um clube associado à Confederação Brasileira de Rugby e à Federação Fluminense de Rugby. Possui categorias adulta, juvenil e infantil, masculinas e femininas.

## História
A organização como equipe, data do início dos anos 40, quando trabalhadores ingleses de empresas como: Light, Tranway e Dock of Rio, formaram a Royal Society of Saint George uma Comunidade Britânica do Rio de Janeiro. Nos anos 70 e 80, franceses, argentinos, chilenos e outros estrangeiros começaram a integrar o clube.
Atualmente, a maioria dos membros do clube são brasileiros, apesar das portas continuarem abertas aos estrangeiros. Por conta disso, a equipe tem hoje uma nova cara e personalidade. Isso confere ao clube, uma filosofia bem carioca, com várias nacionalidades convivendo harmoniosamente, em um ambiente extremamente saudável como manda a mais pura tradição do rugby, que tem como pilares a amizade e o respeito mútuo. O Rio Rugby teve por todo esse tempo o objetivo de manter o esporte vivo na cidade do Rio de Janeiro.
No ano de 1999 participou ativamente, pela primeira vez, do Campeonato Brasileiro de Rugby, enfrentando de igual para igual todas as equipes destacando-se no campeonato com uma 6ª posição entre treze equipes. O que foi um excelente resultado para o primeiro campeonato disputado. Também em 1999 o Rio Rugby participou do tradicional torneio de Inverno, realizado em Campos do Jordão, obtendo o 3º lugar. Outro destaque neste mesmo ano, foi o Torneio Internacional de Veteranos, realizado em Búzios que contou com a participação de equipes do Brasil e da Argentina, onde obteve o 1º lugar no torneio.
Em 2005 o clube fez parte do RJ Union, um combinado entre os clubes Vila Real Rugby Futebol Clube de Niterói e Cabo Frio Rugby de Cabo Frio, feito com o propósito de disputar o Campeonato Brasileiro de Rugby Série B, e mais tarde em 2006 o Campeonato Brasileiro de Rugby.

## O Clube
O Rio Rugby é o clube mais antigo do Estado do Rio de Janeiro e um dos pioneiros na prática do esporte no Brasil.
Os treinos do time, equipes masculina (adulto e juvenil) ocorrem todas as quintas feiras às 20:00hs e todos os sábados das 15h às 17h, sempre na Av. Horácio Macedo, 332-874 - Cidade Universitária (próximo ao Hospital Universitário).
O Rio Rugby conta também com um Pólo de Iniciação para novos jogadores de todas as idades. Os treinos do Polo de Iniciação do Rio Rugby - Zona Oeste acontece todos os domingos de 15h às 18h na Praça do Canhão, Rua Bernardo de Vasconcelos (em frente ao número 941 e ao colégio Pedro II) em Realengo. Treinador: Luiz Carlos Junior
As quartas-feiras há prática da modalidade de touch rugby, onde todas as pessoas jogam juntas, sem distinguir as equipes, das 20h às 22h no Posto 8 em Ipanema.

## O Beach Rugby
Com sua primeira edição no início do ano de 2006, sendo um sucesso absoluto e contando com times do Brasil e de outros lugares do mundo assim como diversos times compostos por estrangeiros residentes no Brasil e é claro, com a participação dos times juvenil e adulto do Rio Rugby F.C., o International  Beach Rugby  (Campeonato organizado pelo Rio Rugby F.C. nas areias da  praia do Leme).
Teve sua segunda edição no ano de 2007 nos dias 6 e 7 de janeiro e desta vez ainda melhor já que contou com a participação de times semi-profissionais e profissionais da Argentina e do Reino Unido.

## Titulos
Categoria Masculino Adulto
- Campeonato Brasileiro de Rugby Série B vice-campeão (2005*)
- Campeonato Fluminense de Rugby campeão 2 vezes (1977, 1982**)

Campeonato Fluminense de Rugby vice-campeão 6 vezes (1987, 1988, 1989, 2010, 2011, 2013)
- Circuito Fluminense de Sevens campeão 4 vezes (2011, 2012, 2013 e 2016)
- Campeonato Fluminense de Sevens vice-campeão 2 vezes (2014 e 2015)
- International Rio Beach Rugby campeão 7 vezes (2006, 2008, 2009, 2010, 2012, 2013, 2014)
- Campos do Jordão Open de Rugby 3º lugar 1 vez (1999)

*(como RJ Union)
**(título foi dividido com Niterói Rugby Football Clube)
Categoria Masculino Juvenil
- Campeonato Fluminense de Rugby campeão 1 vez (2005)

Campeonato Fluminense de Rugby vice-campeão 1 vez (2004)
Categoria Veteranos
- Torneio Internacional de Veteranos campeão 1 vez (1999)